# Robert Herbin
Robert Herbin (30. března 1939 Paříž – 27. dubna 2020 Saint-Priest-en-Jarez) byl francouzský fotbalista, záložník. Po skončení aktivní kariéry působil jako trenér.

## Fotbalová kariéra
Hrál za AS Saint-Étienne, se kterým získal šest mistrovských titulů a čtyři vítězství v poháru. V Poháru mistrů evropských zemí nastoupil ve 12 utkáních a dal 2 góly, v Poháru vítězů pohárů nastoupil ve 2 utkáních a v Poháru UEFA nastoupil ve 2 utkáních. Za reprezentaci Francie nastoupil v letech 1960-1968 ve 23 utkáních a dal 3 góly. Byl členem francouzské reprezentace na Mistrovství Evropy ve fotbale 1960, nastoupil v utkání proti Jugoslávii. Byl členem francouzské reprezentace na Mistrovství světa ve fotbale 1966, nastoupil v utkání proti Anglii.

## Ligová bilance
| Ročník            | Zápasy | Góly | Klub             |
| ----------------- | ------ | ---- | ---------------- |
| Ligue 1 1957/1958 | 247    | 2    | AS Saint-Étienne |
| Ligue 1 1958/1959 | 30     | 0    | AS Saint-Étienne |
| Ligue 1 1959/1960 | 27     | 2    | AS Saint-Étienne |
| Ligue 1 1960/1961 | 9      | 1    | AS Saint-Étienne |
| Ligue 1 1961/1962 | 24     | 3    | AS Saint-Étienne |
| Ligue 1 1962/1963 | 27     | 16   | AS Saint-Étienne |
| Ligue 1 1963/1964 | 33     | 10   | AS Saint-Étienne |
| Ligue 1 1964/1965 | 33     | 4    | AS Saint-Étienne |
| Ligue 1 1965/1966 | 36     | 26   | AS Saint-Étienne |
| Ligue 1 1966/1967 | 20     | 6    | AS Saint-Étienne |
| Ligue 1 1967/1968 | 27     | 3    | AS Saint-Étienne |
| Ligue 1 1968/1969 | 26     | 6    | AS Saint-Étienne |
| Ligue 1 1969/1970 | 18     | 4    | AS Saint-Étienne |
| Ligue 2 1970/1971 | 35     | 5    | AS Saint-Étienne |
| Ligue 1 1971/1972 | 38     | 1    | AS Saint-Étienne |
| Ligue 1 1974/1975 | 1      | 1    | AS Saint-Étienne |
| CELKEM Ligue 1    | 410    | 90   |                  |